# العلاقات الكونغوية الهندية
العلاقات الهندية الكونغولية هي العلاقات الثنائية التي تجمع بين الهند وجمهورية الكونغو.

## مقارنة بين البلدين
هذه مقارنة عامة ومرجعية للدولتين:
| وجه المقارنة                                              | الهند                       | [[تصنيف:صفحات تستخدم رمز علم غير موجود\|]] جمهورية الكونغو |
| --------------------------------------------------------- | --------------------------- | ---------------------------------------------------------- |
| المساحة (كم2)                                             | 3.29 مليون                  | 342.00 ألف                                                 |
| عدد السكان (نسمة)                                         | 1.35 مليار                  | 5.26 مليون                                                 |
| الكثافة السكانية (ن./كم²)                                 | 410.33                      | 15.38                                                      |
| العاصمة                                                   | نيودلهي                     | برازافيل                                                   |
| اللغة الرسمية                                             | اللغة الهندية، لغة إنجليزية | لغة فرنسية                                                 |
| العملة                                                    | روبية هندية                 | فرنك وسط أفريقي                                            |
| الناتج المحلي الإجمالي (بليون دولار)                      | 2.60 تريليون                | 8.72 مليار                                                 |
| الناتج المحلي الإجمالي (تعادل القوة الشرائية) بليون دولار | 8.00 تريليون                | 29.48 مليار                                                |
| الناتج المحلي الإجمالي الاسمي للفرد دولار أمريكي          | 1.60 ألف                    | 1.85 ألف                                                   |
| الناتج المحلي الإجمالي للفرد دولار أمريكي                 | 5.70 ألف                    |                                                            |
| مؤشر التنمية البشرية                                      | 0.609                       | 0.591                                                      |
| رمز المكالمات الدولي                                      | +91                         | +242                                                       |
| رمز الإنترنت                                              | .in، .भारत ‏، .بھارت ‏،        | .cg                                                        |
| المنطقة الزمنية                                           | ت ع م+05:30، توقيت الهند    | ت ع م+01:00                                                |

## منظمات دولية مشتركة
يشترك البلدان في عضوية مجموعة من المنظمات الدولية، منها:
| علم المنظمة | اسم المنظمة                        | تاريخ انضمام الهند | تاريخ انضمام جمهورية الكونغو |
| ----------- | ---------------------------------- | ------------------ | ---------------------------- |
|             | يونسكو                             | 4 نوفمبر 1946      | 24 أكتوبر 1960               |
|             | الفريق المعني برصد الأرض           | ?                  | ?                            |
|             | مؤسسة التمويل الدولية              | 20 يوليو 1956      | 1 أكتوبر 1980                |
|             | منظمة حظر الأسلحة الكيميائية       | ?                  | ?                            |
|             | مؤسسة التنمية الدولية              | 24 سبتمبر 1960     | 8 نوفمبر 1963                |
|             | منظمة التجارة العالمية             | 1995               | ?                            |
|             | وكالة ضمان الاستثمار متعدد الأطراف | 6 يناير 1994       | 16 أكتوبر 1991               |
|             | منظمة الشرطة الجنائية الدولية      | ?                  | ?                            |
|             | الأمم المتحدة                      | 30 أكتوبر 1945     | 20 سبتمبر 1960               |
|             | البنك الدولي للإنشاء والتعمير      | 27 ديسمبر 1945     | 10 يوليو 1963                |
|             | البنك الإفريقي للتنمية             | ?                  | ?                            |

## وصلات خارجية
- موقع وزارة الخارجية الهندية